# Hemisemidalis pallida
Hemisemidalis pallida là một loài côn trùng trong họ Coniopterygidae thuộc bộ Neuroptera. Loài này được Withycombe miêu tả năm 1924.